# Prytane

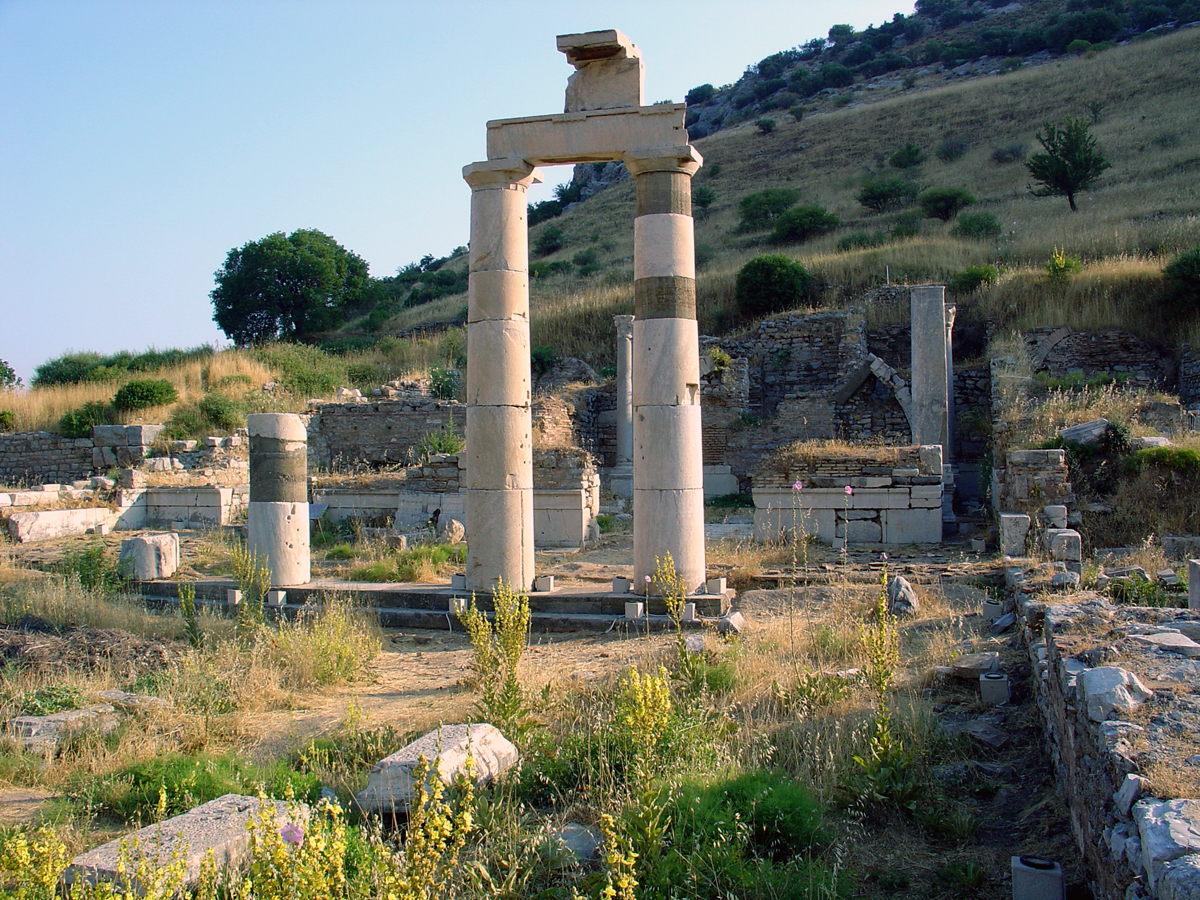
Prytanée

Dans la démocratie athénienne, les Prytanes (en grec ancien : οἱ πρυτάνεις), sont des magistrats issus des Cinq-Cents de la Boulè ; ils exercent un rôle politique central, mais leur pouvoir est limité. Ils assument les missions d'organisation et d'encadrement du fonctionnement des institutions.

## Composition
La Boulè est composée de 500 bouleutes, 50 par tribu. Les 50 délégués de chaque tribu exercent collectivement durant l'un des dix mois de l'année athénienne (trente-six jours) la magistrature de prytanes : c'est la prytanie (ἡ πρυτανεία) de leur tribu.

## Vie quotidienne
À partir de la révolution isonomique de Clisthène, les  prytanes résident jour et nuit, accommodés, logés et nourris par la cité, dans un bâtiment contigu au Bouleuterion : le Prytanée (τό Πρυτανεῖον). Ils se trouvent ainsi en mesure d'entrer en séance à tout moment. Ce bâtiment public abrite aussi les citoyens que la cité souhaite distinguer de ses honneurs, ainsi que ses invités illustres (ambassadeurs par exemple).

## Attributions
Les prytanes exercent auprès de la Boulè (le Conseil) et de l'Ecclésia (l'assemblée des citoyens) un ensemble de rôles administratifs et religieux :
- Les prytanes peuvent convoquer en séance la Boulê pour discuter et rédiger les probouleumata (προβούλευμα), propositions de loi à soumettre à l'Ecclésia.
- Ils entretiennent le feu sacré de la cité dans la Tholos, une flamme qui ne doit jamais s'éteindre. La surveillance de ce bâtiment est confiée chaque jour aux membres d'une même trittye.
- Ils préparent et organisent la session de l'Ecclésia (au moins une session doit avoir lieu par prytanie):
  - convocation des citoyens (dispersés sur le territoire de l'Attique)
  - contrôle de l'accès à la Pnyx, colline dédiée au gouvernement
  - au Ve siècle, présidence de l'Ecclésia : surveillance du déroulement des débats et décompte des suffrages (au IVe siècle, ce rôle est transféré aux proèdres qui sont tirés au sort parmi les membres des neuf autres tribus).

Au cinquième siècle avant notre ère, à Athènes, les prytanes peuvent juger des infractions à la loi de la part des magistrats, dans la limite d'une amende de 500 drachmes. 
L'un de ces prytanes, tiré au sort, exerce pendant une journée la fonction d'épistate, président du Conseil. En pratique le chef d'État est une sorte de Garde des Sceaux (sceau de la cité, clé du Trésor, clé des temples). Il dirige les travaux de la Boulè et préside la séance de l’Ecclésia. Cette fonction n'était pas purement honorifique, puisqu'une graphè para nomon (γραφὴ παρὰ νόμων) pouvait être menée contre l'épistate (voir Boulè). Il est possible qu'après 487, l'épistate remplace l'archonte éponyme à la présidence de l'assemblée. Cela s'explique peut-être par l'accroissement des charges administratives de la Boulè, qui nécessite une présence permanente.